# Armorial de la maison de Brienne
Cette page donne les armoiries (figures et blasonnements) de différents membres de la Maison de Brienne.
| Figure | Nom de la maison et blasonnement |
|        | Gautier III († 1205), comte de Brienne. de vair plein. |
|        | Gautier IV (1205 † 1246), comte de Brienne et ses descendants. d'azur, semé de billettes d'or, au lion du même, armé et lampassé de gueules, brochant sur le tout,. |
|        | Jean de Brienne (1170 † 1237), roi de Jérusalem puis empereur latin de Constantinople. d'azur au lion d'or armé et lampassé de gueules,. |
|        | Alphonse de Brienne (1227 † 1270), comte d'Eu. d'azur au lion d'or armé et lampassé de gueules à la bordure de gueules, chargé de onze châteaux d'or. |
|        | Jean de Brienne (1255 † 1306), baron de Beaumont. d'azur, semé de fleur de lys d'or, au lion couronné du même, lampassé de gueules, brochant sur-le-tout.,. |
|        | André de Brienne (1135 † 1189), seigneur de Ramerupt. Ses armoiries ne sont connues uniquement par son sceau, les couleurs sont inconnues. |
|        | Érard de Brienne (v. 1170 † 1246), seigneur de Ramerupt. burelé d'azur et d'or, au lion d'or, brochant sur le tout. |
|        | Raoul Ier de Brienne († 1344), comte d'Eu et de Guînes 1329-1344, Connétable de France, Écartelé : I et IV, d'azur, semé de billettes d'or, au lion du même, armé et lampassé de gueules, brochant sur le tout ; II et III, d'azur à la bande d'argent côtoyée de deux doubles cotices potencées et contre-potencées d'or ; sur-le-tout d'argent à la croix potencée d'or, cantonnée de quatre croisettes du même. |